# 宮尾五郎
宮尾 五郎（みやお ごろう、1900年（明治33年）9月1日 - 1999年（平成11年）2月26日）は、昭和時代前期の台湾総督府官僚。台南州知事。

## 経歴
宮尾勝次郎の六男として、長野県更級郡栄村（現長野市）に生まれる。旧制松本高等学校を経て、1926年（大正15年）3月、東京帝国大学法学部を卒業し、在学中の1925年（大正14年）11月に高等試験行政科に合格する。大学卒業後直ちに台湾総督府警務局に奉職し高雄州高等警察課長、台南州教育課長、警察官及司獄官練習所教官兼府事務官警務課勤務巡査懲戒委員、高雄州警務部長を経て、1936年（昭和11年）10月、基隆税関監視部長に転じた。その後、警務局理蕃課長、同衛生課長、新竹州総務部長、警務局警務課長、同理蕃課長を経て、台南州知事に任じた。1943年正五位に叙された。
戦後は1960年長野市監査委員、1965年長野県教育委員会委員長。